# Meno Fortas
«Meno Fortas» (лит. Meno fortas — «Форт искусств») — драматический театр под руководством Эймунтаса Някрошюса в Вильнюсе, Литва.
Театр основан 28 января 1998 года при поддержке Министерства культуры Литовской Республики. После реконструкции, с октября 2007 года, «Meno Fortas» продолжает осуществлять свою деятельность только в качестве камерного театра. За все время работы в театре было поставлено около 15 спектаклей, самые известные из которых — «Гамлет», «Макбет», «Отелло», Времена года (две части — «Радости весны» и «Богатство осени»), «Песнь песней», «Фауст», «Расцвет розы в темноте», «Идиот» и «Божественная комедия» (две части). Театр — постоянный участник различных театральных фестивалей, таких как, например, «Балтийский дом» (г. Санкт-Петербург, Россия). Адрес театра — ул. Бернардину (лит. Bernardinų) 8/8, 01124, Вильнюс, Литва. Большинство спектаклей проводится на сцене Национального драматического театра Литвы (Вильнюс). Театр постоянно гастролирует по всему миру и становится лауреатом множества престижных театральных премий.